# GeneCards
GeneCards és una base de dades de gens humans que proporciona informació genòmica, proteòmica, transcriptòmica, genètica i funcional sobre tots els gens humans coneguts i predits. Està desenvolupat i mantingut peel Crown Human Genome Center del Weizmann Institute of Science, en col·laboració amb LifeMap Sciences.
La base de dades té com a objectiu proporcionar una visió completa de la informació actual disponible de biomèdica sobre el gen cercat, inclosos els seus àlies i identificadors, les proteïnes codificades, malalties i variacions associades, la seva funció, publicacions rellevants i més. La base de dades GeneCards proporciona accés a recursos gratuïts de la Web sobre més de 350.000 gens humans coneguts i predits, integrats a partir de més de 150 recursos de dades, com ara HGNC, Ensembl i NCBI. La llista de gens bàsics es basa en NCBI, Ensembl i símbols de gens aprovats publicats per l'HUGO Gene Nomenclature Committee (HGNC o Comitè de Nomenclatura de Gens HUGO). La informació es recull i se selecciona acuradament d'aquestes bases de dades pel seu motor d'integració.
Amb el temps, la base de dades GeneCards ha desenvolupat un conjunt d'eines (VarElect, GeneALaCart, etc.) que tenen capacitats més especialitzades aprofitant la base de dades. Des de 1998, la base de dades GeneCards ha estat àmpliament utilitzada per les comunitats de bioinformàtica, genòmica i medicina durant més de 24 anys.